# Kanał Równikowy
Kanał Równikowy (ang. Equatorial Channel, maled. Addu Kandu) – kanał morski na Oceanie Indyjskim oddzielający dwa malediwskie atole Huvadhu (Suvadiva) i Addu.
Znajduje się dokładnie na równiku, jego koordynaty to: 0°N i 73°10’E.